# Toronto Blizzard
Il Toronto Blizzard fu un club calcistico canadese con sede a Toronto.
Fondato nel 1971 come Toronto Metros, fu rinominato Toronto Metros-Croatia nel 1975 e assunse il nome definitivo nel 1979. Il club prese parte alla NASL, il campionato nordamericano di vertice dell'epoca, dalla sua fondazione fino al 1984, anno di scioglimento della lega, per poi partecipare alla Canadian Soccer League dal 1987 al 1992 e all'APSL nel 1993, ultimo anno di attività.
Campione NASL nel 1976, fu il primo club canadese a vincere un campionato professionistico nordamericano. Il club in quattro occasioni (1975, 1976, 1980-1981 e 1981-1982) partecipò anche ai tornei di indoor soccer organizzati dalla NASL, ma non raggiunse mai i play-off. Le partite casalinghe della squadra indoor vennero disputate al Maple Leaf Gardens.

## Storia

### Gli anni nella North American Soccer League

Logo del Toronto Metros-Croatia (1975-1978)

Dopo lo scioglimento dei Toronto Falcons al termine del 1968, la principale città canadese rimase per due stagioni senza un club professionistico a rappresentarla. L'11 dicembre 1970 venne annunciata la nascita dei Toronto Metros, una nuova franchigia ammessa alla NASL a partire dalla stagione 1971. Il club era di proprietà di un gruppo di imprenditori locali e presieduto dal giornalista John Fisher, come campo di gioco venne scelto il Varsity Stadium. Nei primi anni i risultati furono mediocri, soprattutto ai botteghini, e conseguentemente il club entrò presto in difficoltà economiche. Nel 1975 la franchigia venne acquistata dai proprietari del Toronto Croatia, un club del campionato dilettantistico canadese della National Soccer League, che ribattezzarono immediatamente la squadra Toronto Metros-Croatia, causando disappunto nella lega che non vedeva di buon occhio la scelta di una caratterizzazione "etnica".
Nonostante la nuova dirigenza, interamente croata, venisse accusata di una gestione scarsamente professionale, i risultati sul campo migliorarono notevolmente: grazie all'ossatura slava e all'inserimento di alcuni giocatori di rilievo come il portoghese Eusébio i canadesi arrivarono sino alla conquista del titolo nella stagione 1976, battendo il 28 agosto 1976 i Minnesota Kicks per 3-0, nella finale dei play-off giocata al Kingdome di Seattle.
I successi sportivi non si tramutarono però nel successo economico, e la franchigia dovette nuovamente cambiare proprietari per sopravvivere: nel 1979 venne acquistata dalla Global Television Network, una rete televisiva dell'Ontario. Tra i primi provvedimenti ci furono un nuovo cambio di nome, in Toronto Blizzard, e il passaggio a uno stadio più grande, l'Exhibition Stadium. I Blizzard vissero gli anni successivi fra alti e bassi: nel 1980 registrarono il record di affluenza allo stadio della propria storia, ma nel 1981 furono tra le peggiori squadre del campionato e l'affluenza di pubblico si dimezzò. Sempre nel 1981 si ebbe l'ennesimo cambio di proprietà, con l'acquisto da parte di Karsten Von Wersebe, un imprenditore del settore edile.

Una formazione del Toronto Blizzard nella stagione 1984: si riconosce (in piedi, primo da sinistra) Roberto Bettega.

Nel 1983 i Blizzard, anche nel tentativo di accattivarsi le simpatie della folta comunità italiana di Toronto, acquistarono l'ex "bandiera" della Juventus Roberto Bettega. Negli ultimi due anni della NASL vennero raggiunte altrettante finali del campionato, entrambe perse. Nel 1984, nel tentativo di limitare le spese, la squadra era intanto tornata a giocare al Varsity Stadium.

### Il passaggio alla Canadian Soccer League
Nonostante il fallimento e la chiusura della NASL, la società decise di non sospendere la propria attività: nel 1985 vennero acquistati i Dynamo Latino, una società di National Soccer League, lega in cui i Blizzard giocarono nel 1986 vincendo la stagione regolare, prima di essere sconfitti nella finale dei play-off dai Toronto Italia.
Nel 1987 i Toronto Blizzard furono una delle squadre fondatrici del nuovo campionato professionistico canadese di prima divisione: la Canadian Soccer League. La squadra di Toronto partecipò a tutte le sei edizioni che ebbero luogo, senza però mai conquistare il titolo, il miglior risultato fu raggiunto nel 1991 con la sconfitta in finale contro i Vancouver 86ers. Negli anni della CSL il campo di gioco scelto fu nuovamente il Varsity Stadium, per poi spostarsi in un impianto più piccolo con il passaggio al Centennial Park Stadium.

### American Professional Soccer League e scioglimento
Al termine della stagione 1992 i Blizzard furono uno dei club canadesi che decisero di trasferirsi nel campionato statunitense dell'American Professional Soccer League, che prometteva maggiori ricavi economici ed era in corsa per ottenere la ratifica della federazione come torneo di prima divisione, in vista dei mondiali assegnati agli USA per il 1994. Il mancato ottenimento di questo riconoscimento da parte della lega, insieme ai problemi economici del proprietario Von Wersebe, portarono alla definitiva chiusura del club dopo la stagione 1993, giocata in parte al Varsity Stadium e in parte al Lamport Stadium.

## Allenatori
Di seguito gli allenatori ad aver occupato la panchina dei Toronto Blizzard.
- 1971  Graham Leggat
- 1972  Graham Leggat
 Artur Rodrigues
- 1973-1974  Artur Rodrigues
- 1975-1976  Ivan Marković
1976  Domagoj Kapetanović
- 1977  Ivica Šangulin
- 1978  Domagoj Kapetanović
- 1979-1981  Keith Eddy
- 1982-1984  Bob Houghton
- 1986-1987  Dave Turner
- 1988  Dave Turner
 Hector Marinaro sr.
- 1989-1990  Tony Taylor
- 1991  Roy Viggemansen
- 1992-1993  Pedro Kozak

## Statistiche e record

### Partecipazioni ai campionati nazionali
| Livello | Competizione | Partecipazioni | Debutto | Ultima stagione | Totale |
| 1º      | NASL         | 14             | 1971    | 1984            | 20     |
| 1º      | CSL          | 6              | 1987    | 1992            | 20     |
| 2º      | APSL         | 1              | 1993    | 1993            | 1      |

## Palmarès
- Campionato NASL: 1

1976

## Media spettatori
Nella seguenti tabelle la media degli spettatori presenti allo stadio per le partite della stagione regolare del campionato.
| Stagione | Partite disputate | Totale spettatori | Media spettatori |
| -------- | ----------------- | ----------------- | ---------------- |
| 1971     | 14                | 83.900            | 5.993            |
| 1972     | 7                 | 50.209            | 7.173            |
| 1973     | 10                | 59.614            | 5.961            |
| 1974     | 10                | 34.576            | 3.458            |
| 1975     | 11                | 68.985            | 6.271            |
| 1976     | 12                | 66.663            | 5.555            |
| 1977     | 13                | 95.169            | 7.321            |
| 1978     | 15                | 93.501            | 6.233            |
| 1979     | 15                | 177.321           | 11.821           |
| 1980     | 16                | 240.680           | 15.043           |
| 1981     | 16                | 116.590           | 7.287            |
| 1982     | 16                | 129.674           | 8.105            |
| 1983     | 15                | 174.457           | 11.630           |
| 1984     | 12                | 137.420           | 11.452           |